# Bahía de Rekata
La bahía de Rekata (en inglés: Rekata Bay), también conocida como Suavanau, es un cuerpo de agua situado en la costa noreste de la isla de Santa Isabel, en las Islas Salomón entre Santa Isabel y la Isla de Papatura.
Antes de la Segunda Guerra Mundial, la Burns, Philp & Company Limited estableció una plantación de copra en la punta de Suavanau, conocida como la plantación de Suavanau.
Durante la guerra, la Armada Imperial Japonesa construyó una base de hidroaviones en la bahía Rekata a mediados de 1942. Se utilizaba para operaciones ofensivas.